# Гібралтар 2013 (шаховий турнір)
Gibraltar Chess Festival 2013 — міжнародний щорічний шаховий турнір, 10 турів якого відбувалися з 21 січня по 31 січня 2013 року в Гібралтарі за швейцарською системою. На старт турніру вийшли 247 учасників. 
 Переможцем турніру серед чоловіків став росіянин Микита Вітюгов, який на тай-брейку здолав Найджела Шорта з Англії. Серед жінок перемогу здобула китаянка Чжао Сюе.

## Регламент турніру

### Розклад змагань
- Ігрові дні: 22 — 31 січня

Початок партій 1-9 тур о 15-00, 10 тур об 11-00 за місцевим часом.

### Контроль часу
- 100 хвилин на 40 ходів, 50 хвилин на 20 наступних ходів, 15 хвилин до закінчення партії та додатково 30 секунд на хід починаючи з першого[3].

### Призовий фонд
Грошові призи розподілились таким чином:
| Місце | Загальний залік | Жіночий залік |
| ----- | --------------- | ------------- |
| 1     | 20 000 £        | 12 000 £      |
| 2     | 14 000 £        | 8 000 £       |
| 3     | 12 000 £        | 5 000 £       |
| 4     | 10 000 £        | 3 500 £       |
| 5     | 6 000 £         | 2 500 £       |
| 6     | 4 000 £         | 2 000 £       |
| 7     | 3 000 £         | 1 500 £       |
| 8     | 2 500 £         | 1 000 £       |
| 9     | 2 000 £         | 600 £         |
| 10    | 1 000 £         | 400 £         |
| 11    | 1 000 £         |               |
| 12    | 1 000 £         |               |

Призові за найкращий турнірний перфоменс відповідно до рейтингу
| Рейтинг ЕЛО | 1 місце | 2 місце |
| ----------- | ------- | ------- |
| 2500-2599   | 3 000 £ | 2 000 £ |
| 2400-2499   | 2 000 £ | 1 000 £ |
| 2300-2399   | 2 000 £ | 1 000 £ |
| 2200-2299   | 2 000 £ | 1 000 £ |
| 2100-2199   | 2 000 £ | 1 000 £ |
| 2000-2099   | 2 000 £ | 1 000 £ |
| до 2000     | 2 000 £ | 1 000 £ |

## Учасники— фаворити турніру[1]
| - Василь Іванчук ( Україна, 2758) — 13 - Гата Камський ( США, 2740) — 17 - Майкл Адамс ( Англія, 2725) — 24 - Радослав Войташек ( Польща, 2723) — 26 - Максим Ваш'є-Лаграв ( Франція, 2711) — 30 - Давид Навара ( Чехія, 2710) — 31 - Олексій Широв ( Латвія, 2708) — 37 - Ле Куанг Льєм ( В'єтнам, 2705) — 39 - Микита Вітюгов ( Росія, 2694) — 54 - Найджел Шорт ( Англія, 2690) — 57 - Ганна Музичук ( Словенія, 2582) — 4 - Марія Музичук ( Україна, 2471) — 26 |

жирним  — місце в рейтингу станом на січень 2013 року

## Турнірна таблиця
Підсумкова таблиця турніру (не враховуючи тай-брейку)
| Місце | Шахіст              | Країна   | Рейтинг |  | + | = | − | Очки | TB1  | Перфоменс | +/-    |
| ----- | ------------------- | -------- | ------- |  | - | - | - | ---- | ---- | --------- | ------ |
| 1     | Микита Вітюгов      | Росія    | 2694    |  | 6 | 4 | 0 | 8    | 2830 | 2821      | + 17,7 |
| 2     | Максим Ваш'є-Лаграв | Франція  | 2711    |  | 7 | 2 | 1 | 8    | 2788 | 2777      | +10,2  |
| 3     | Чанда Сандіпан      | Індія    | 2590    |  | 6 | 4 | 0 | 8    | 2765 | 2762      | + 22,7 |
| 4     | Найджел Шорт        | Англія   | 2690    |  | 7 | 2 | 1 | 8    | 2730 | 2715      | + 7,0  |
| 5     | Кіріл Георгієв      | Болгарія | 2643    |  | 6 | 3 | 1 | 7½   | 2745 | 2738      | + 14,3 |
| 6     | Майкл Адамс         | Англія   | 2725    |  | 5 | 5 | 0 | 7½   | 2744 | 2733      | + 3,5  |
| 7     | Давид Навара        | Чехія    | 2590    |  | 5 | 5 | 0 | 7½   | 2720 | 2720      | + 18,0 |
| 8     | Гата Камський       | США      | 2740    |  | 6 | 3 | 1 | 7½   | 2730 | 2697      | + 1,2  |
| 9     | Василь Іванчук      | Україна  | 2758    |  | 5 | 5 | 0 | 7½   | 2726 | 2685      | - 1,4  |
| 10    | Юй Ян'ї             | КНР      | 2688    |  | 7 | 1 | 2 | 7½   | 2726 | 2717      | + 5.9  |